# Museumslisten nach räumlicher Zuordnung
Diese Seite enthält Listen von Museen nach räumlicher Zuordnung.

## Australien
- Liste der Kunstmuseen in Australien

## Brasilien
- Liste der Museen in Porto Alegre

## Britische Überseegebiete
- Liste der Museen in St. Helena, Ascension und Tristan da Cunha

## China
- Liste von Museen in der Volksrepublik China

## Deutschland
- Museen in Deutschland
  - Liste der Museen in Baden-Württemberg
  - Liste der Museen in Bayern
  - Liste der Museen in Berlin
  - Liste der Museen in Brandenburg
  - Liste der Museen in Bremen
  - Liste der Museen in Hamburg
  - Liste der Museen in Hessen
  - Liste der Museen in Mecklenburg-Vorpommern
  - Liste der Museen in Niedersachsen
  - Liste der Museen in Nordrhein-Westfalen
  - Liste der Museen in Rheinland-Pfalz
  - Liste der Museen im Saarland
  - Liste der Museen in Sachsen
  - Liste der Museen in Sachsen-Anhalt
  - Liste der Museen in Schleswig-Holstein
  - Liste der Museen in Thüringen

## El Salvador
- Liste der Museen in El Salvador

## Frankreich
- Liste der Museen in Frankreich
  - Liste der Pariser Museen

## Gambia
- Liste der Museen in Gambia

## Ghana
- Liste der Museen in Ghana

## Griechenland
- Liste der Museen in Griechenland

## Island
- Liste der Museen in Island

## Italien
- Liste der Museen in Italien
  - Liste der Museen in Genua
  - Liste der Museen in Kalabrien
  - Liste der Museen in Ligurien
  - Liste der Museen in Sizilien
  - Liste von Museen in Südtirol

## Kroatien
- Liste der Museen in Kroatien

## Liechtenstein
- Liste der Museen in Liechtenstein

## Litauen
- Liste der Museen in Litauen

## Luxemburg
- Liste der Museen in Luxemburg

## Namibia
- Liste der Museen in Namibia

## Neuseeland
- Liste der Museen in Neuseeland

## Niederlande
- Liste von Museen in Amsterdam

## Österreich
- Liste von Museen in Österreich
  - Liste der Museen im Burgenland
  - Liste der Museen in Kärnten
  - Liste der Museen in Niederösterreich
  - Liste der Museen in Oberösterreich
  - Liste der Museen im Land Salzburg
  - Liste der Museen in der Steiermark
  - Liste der Museen in Tirol
  - Liste der Museen in Vorarlberg
  - Liste der Museen in Wien

## Portugal
- Liste der Museen in Lissabon

## Sambia
- Liste der Museen in Sambia

## Schweden
- Liste der Museen in Stockholm

## Schweiz
- Liste von Museen in der Schweiz
  - Liste der Museen in Basel
  - Liste der Museen in Zürich

## Sierra Leone
- Liste der Museen in Sierra Leone

## Südafrika
- Liste der Museen in Südafrika

## Tschechien
- Liste von Museen in Tschechien

## Ukraine
- Liste der Kunstmuseen in der Ukraine

## Ungarn
- Liste der Museen in Ungarn

## Vatikanstadt
- Liste der Vatikanischen Museen

## Vereinigtes Königreich
- Liste von Museen in London

## Vereinigte Staaten
- Liste von Museen in den Vereinigten Staaten
  - Liste der Museen in New York City